# جان مونتکوروینو
جان مونتکوروینو (انگلیسی: John of Montecorvino; ۱ ژانویهٔ ۱۲۴۶ – ۱ ژانویهٔ ۱۳۲۸) دیپلمات، مبلغ مذهبی، و کشیش کاتولیک بود. او معاصر مارکو پولو بود.